# Estación de Berna (Suiza)
La estación de Berna es la principal estación ferroviaria de la comuna suiza de Berna, en el Cantón de Berna, siendo la estación ferroviaria de referencia en la capital suiza.

## Historia

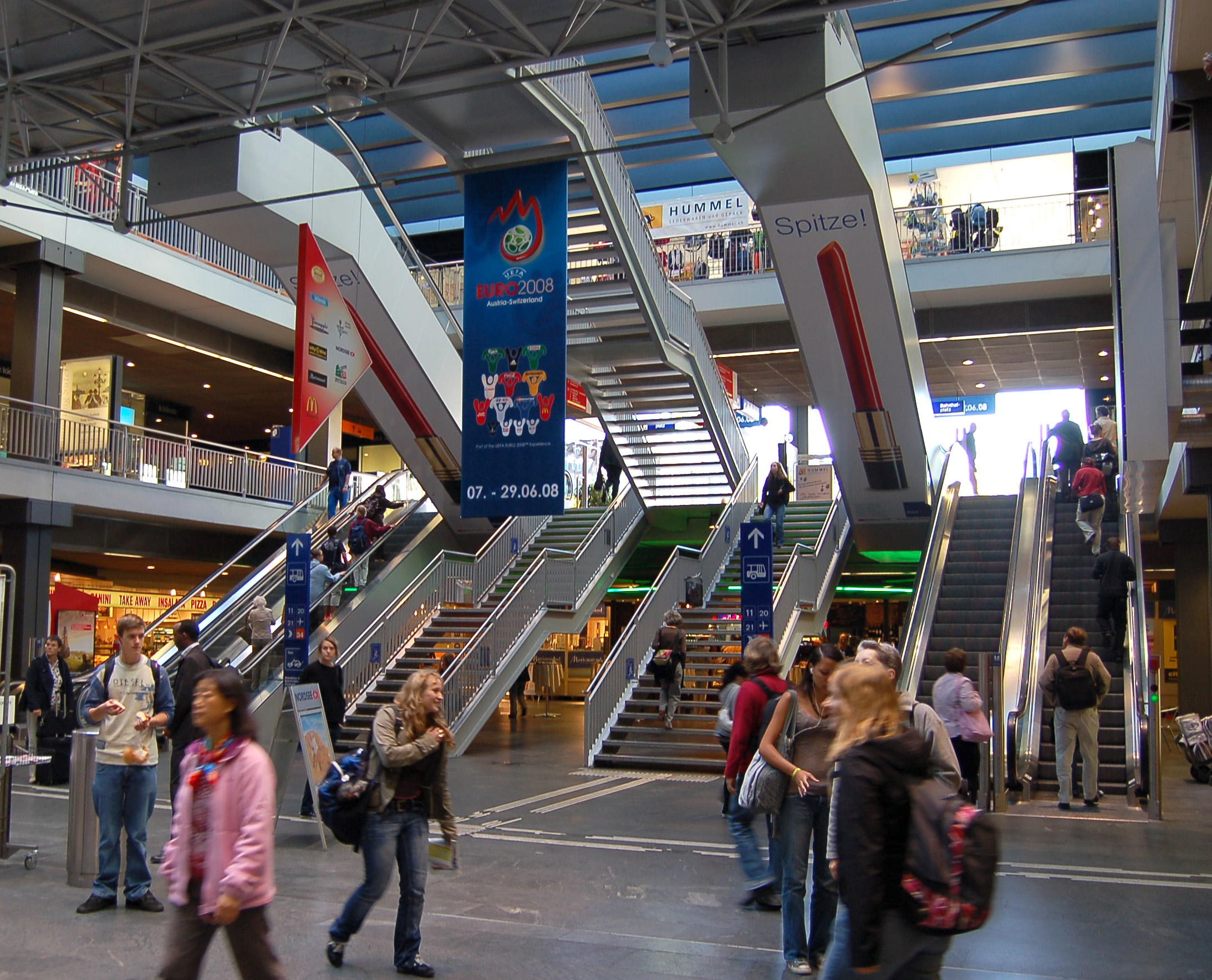
Interior de la estación de Berna

La primera estación definitiva de Berna fue construida en 1860, aunque el ferrocarril llegó a la capital suiza en el año 1857, pero a una estación provisional. La estación tenía cuatro vías y fue diseñada como una estación terminal. En 1865 fue derribada una torre, la Christoffelturm para poder construir la plaza de la estación. Mientras tanto, se comenzaron a redactar proyectos para cambiar la configuración de la estación y permitir que accedieran a ésta más líneas de ferrocarril. El edificio de la estación sufrió dos incendios, el primero en 1897, siendo completamente reconstruido en el mismo estilo, y otro en 1902, causando este menos daños que el primero.
Desde el año 1914 se retomaron los debates sobre una reestructuración de la estación, y en 1956 se decidió en un referéndum edificar una nueva estación en el lugar existente. Esta estación fue inaugurada en 1974.
En 1999 se realizaron nuevas obras en la estación, que consistieron en reemplazar la anterior fachada de la estación por una nueva con un estilo más moderno. También se comienza a construir, como en la mayoría de las grandes estaciones suizas, el espacio denominado RailCity, que es un centro comercial integrado en la estación, con unos horarios muy amplios y abierto todos los días de la semana. Estas reformas culminan en diciembre de 2004, cuando se pone en servicio la denominada ola de Berna (del alemán: Welle von Bern), un puente peatonal que actualmente es usado diariamente por unas 50.000 personas.

## Funcionamiento

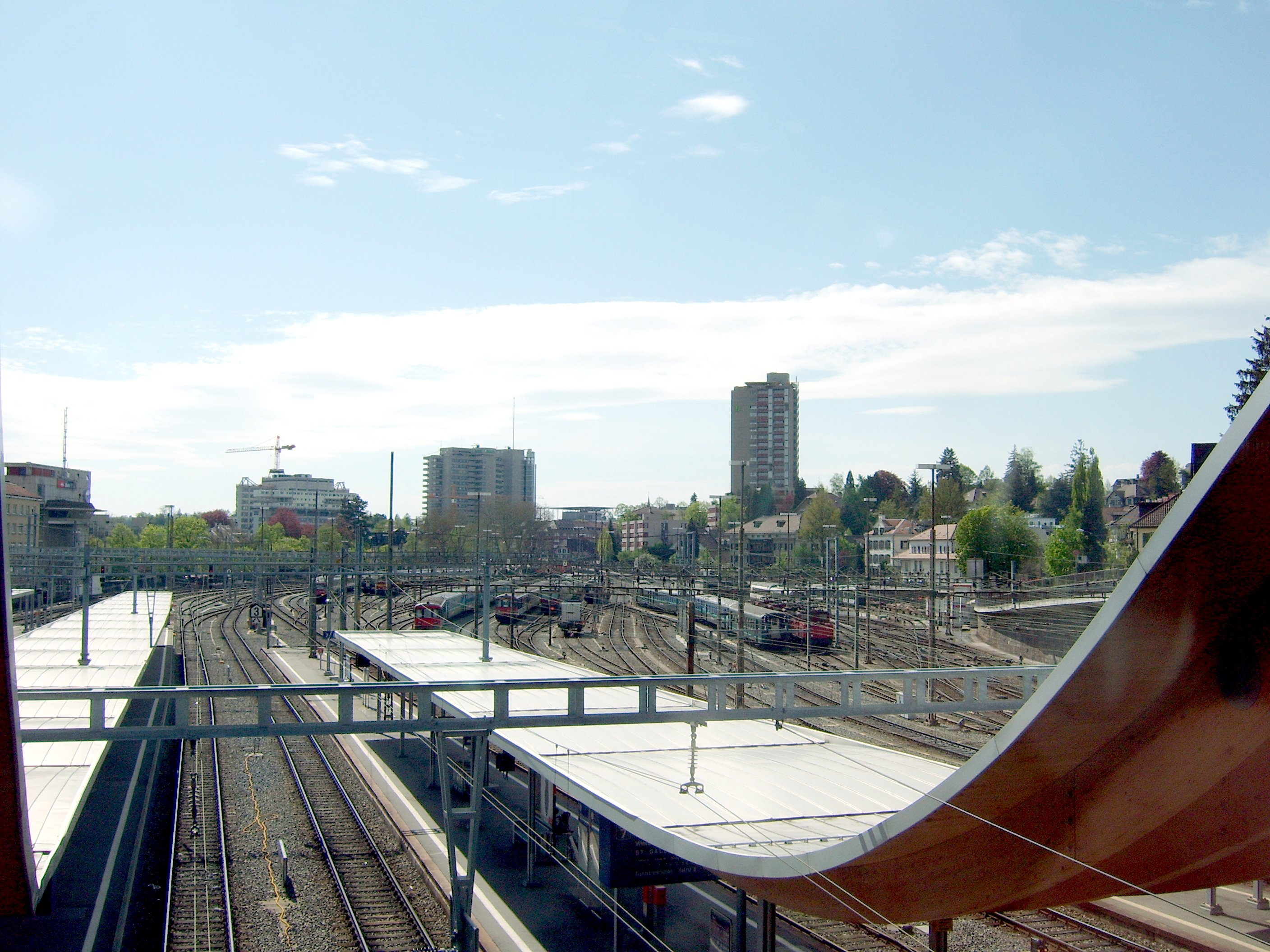
Playa de vías de la estación de Berna

La estación de Berna tiene dos zonas diferenciadas, puesto que además de la parte de la estación por la que pasan los trenes de ancho estándar (1435 mm), también tiene una estación subterránea a la que llegan los trenes de RBS, un ferrocarril de vía métrica (1000 mm) que tiene líneas por la periferia de Berna, y que opera algunas líneas de la red S-Bahn Berna.
Actualmente por la estación de Berna pasan unas 150.000 personas cada día, y por la estación de RBS, unas 50.000.

## Situación
La estación está ubicada en el centro neurálgico de Berna, a escasos metros del casco antiguo de Berna y en las cercanías de la Bundesplatz. Se puede acceder mediante el transporte urbano, ya que en la plaza de la estación efectúan parada varias líneas de autobuses y tranvía operadas por Bernmobil.

## Servicios ferroviarios
Por la estación pasan, inician o finalizan su trayecto trenes de SBB-CFF-FFS, DB, BLS y RBS.

### Trayectos internacionales
Los Ferrocarriles Alemanes (DB) tienen presencia en Berna puesto que explotan varias rutas con destino a Alemania, prestadas por su tren insignia, el ICE:
- ICE Interlaken Ost - Interlaken West - Spiez - Thun - Berna - Olten - Basilea SBB - Friburgo de Brisgovia - Mannheim - Fráncfort - Berlín. Tiene tres frecuencias por día y sentido.

- ICE Interlaken Ost - Interlaken West - Spiez - Thun - Berna - Olten - Basilea SBB - Friburgo de Brisgovia - Mannheim - Fráncfort - Hamburgo. Cuenta con una salida diaria por sentido.

Además, los SBB-CFF-FFS también tienes trenes EuroCity que parten desde Berna:
- EC Basilea SBB - Olten - Berna - Thun - Spiez - Visp - Brig - Milán. Tres conexiones al día por sentido.

### Trayectos nacionales

#### Larga distancia
- IC Romanshorn - Amriswil - Sulgen - Weinfelden - Frauenfeld - Winterthur - Zúrich Aeropuerto - Zúrich - Berna - Thun - Spiez - Visp - Brig. Hay un tren cada hora hacia cada extremo de la ruta.

- IC Basilea SBB - Olten - Berna - Thun - Spiez - Visp - Brig

- IC Basilea SBB - Olten - Berna - Thun - Spiez - Interlaken-West - Interlaken-Ost.

- IC San Galo - Gossau - Flawil - Uzwil - Wil - Winterthur - Zúrich-Aeropuerto - Zúrich - Berna - Friburgo - Lausana - Ginebra-Cornavin - Ginebra-Aeropuerto. Servicios cada hora por cada dirección.

- IR Ginebra-Aeropuerto - Ginebra-Cornavin - Lausana - Friburgo - Berna - Zofingen - Sursee - Lucerna.

- IR Berna - Burgdorf - Herzogenbuchsee - Langenthal - Olten - Zúrich - Bülach - Neuhausen - Schaffhausen.

- IR Berna - Olten - Aarau - Brugg - Baden - Zúrich

- IR Berna - Burgdorf - Herzogenbuchsee - Langenthal - Olten

#### Regionales
- RE Berna - Lyss - Bie/Bienne. Servicios cada media hora.

- RE Brig - Kandersteg - Frutigen - Spiez - Thun - Berna. Este servicio RegioExpress tiene un tren cada hora y por cada dirección, y es denominado RegioExpress Lötschberg porque para salvar el paso del Lötschberg utiliza el trazado antiguo, usado hasta 2007 por todos los trenes que se dirigían hacia Brig desde Berna/Thun, pero al abrirse el túnel de base homónimo y reducirse los tiempos de viaje, los trenes dejaron de circular por el trazado original. Este tren sirve a todas las estaciones del tramo Brig - Spiez, circulando como semidirecto desde esta última hasta Berna.

- RE Berna - Kerzers - Ins - Neuchâtel.

- RE Berna - Konolfingen - Langnau - Wolhusen - Lucerna

- RE Berna - Soleura. Operado por RBS.

#### S-Bahn Berna

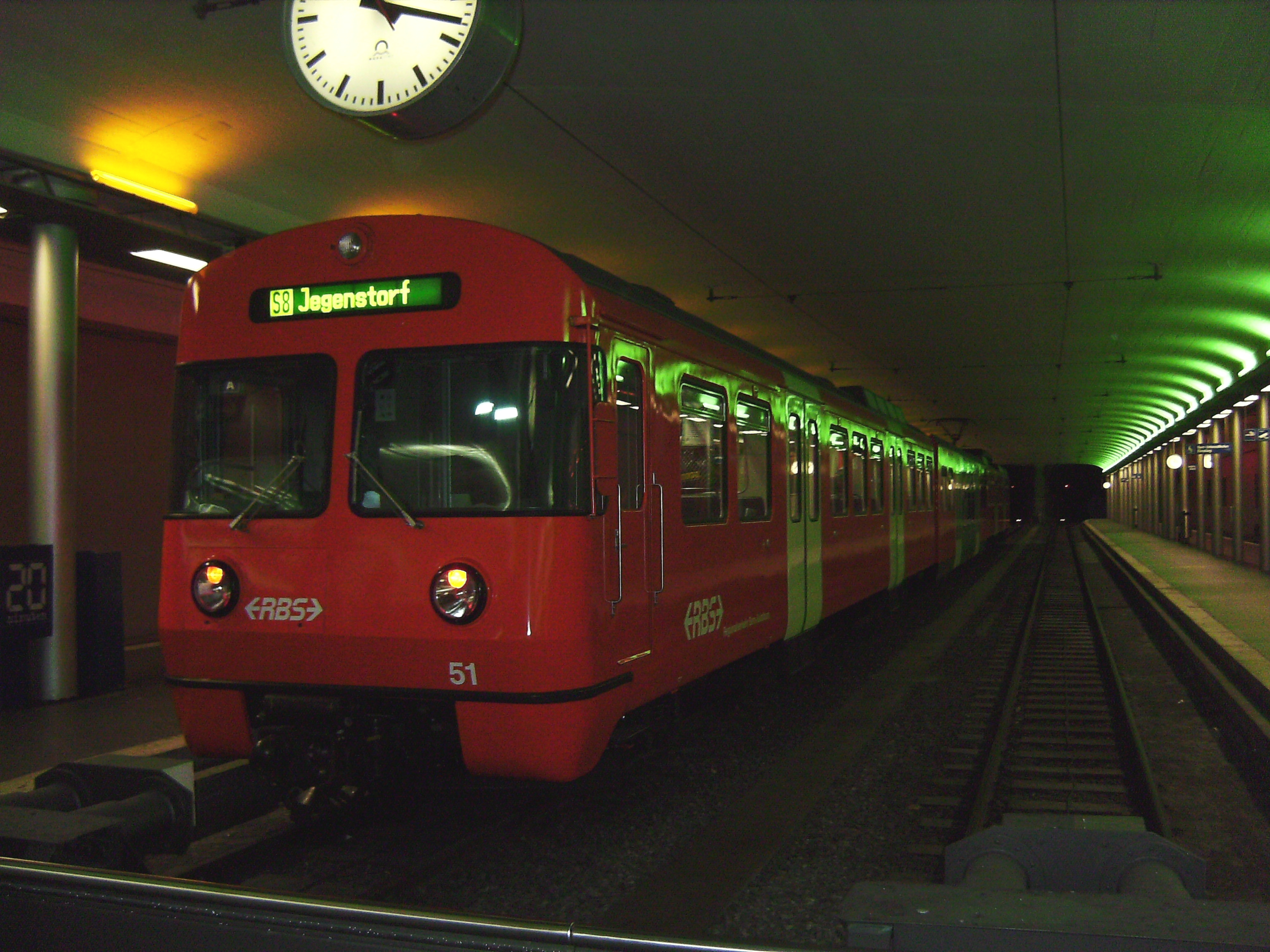
Tren de RBS en la estación de Berna cubriendo la

La estación de Berna es el epicentro de la red de cercanías S-Bahn Berna, operada por BLS, y las líneas S 7, S 8 y S 9 por RBS, al circular por su red de vía métrica:
- S 1 Friburgo - Flamatt – Berna – Münsingen – Thun
- S 2 Laupen - Flamatt – Berna – Konolfingen – Langnau
- S 3 Biel/Bienne - Münchenbuchsee - Zollikofen - Berna – Belp
- S 31 Münchenbuchsee - Zollikofen - Berna – Belp
- S 4 Langnau – Burgdorf – Zollikofen – Berna – Belp – Thun
- S 44 Sumiswald-Grünen – Ramsei –/(Soleura–) Wiler –  Burgdorf – Berna Wankdorf – Berna – Belp – Thun
- S 5 Berna - Kerzers - Ins - Neuchâtel
- S 51 Berna - Berna Bümpliz Nord – Berna Brünnen Westside
- S 52 Berna - Kerzers (- Ins - Neuchâtel)
- S 6 Berna – Schwarzenburg
- S 7 Berna – Worblaufen – Ittigen - Bolligen –Worb Dorf
- S 8 Berna – Zollikofen – Jegenstorf (- Soleura)
- S 9 Berna – Worblaufen – Unterzollikofen